# Nikos Karabelas
Nikolaos Karabelas (Pirgos, Élide, Grecia, 20 de diciembre de 1984) es un exfutbolista griego. Jugaba de defensa y su último equipo fue el Aris Salónica Fútbol Club.

## Trayectoria
Comenzó a jugar en el Paniliakos FC de su ciudad natal, Pirgos, en Segunda División. Tras dos temporadas fichó por el Aris Salónica de la Super Liga de Grecia en 2006. Su salida del Aris se produjo, debido a que el 28 de enero de 2009 falló un penalti en el empate 0-0 contra su principal rival, el PAOK de Salónica, que dejó al Aris fuera de la final de la Copa de Grecia. Posteriormente, recibió amenazas por parte de los aficionados del club, y dejó el equipo al final de la temporada tras tres años. 
En junio de 2009 fichó por el AEK Atenas por cuatro temporadas. Con el club ateniense se proclamó campeón de la Copa de Grecia 2010/11 y disputó la Liga Europea de la UEFA.
El 26 de julio de 2012 se anuncia su fichaje por el Levante UD por dos temporadas., Hizo su debut en la primera jornada de la competición, jugando los 90 minutos en un empate a 1 en casa ante el Atlético de Madrid. Sin embargo, Karabelas aparecó en sólo nueve partidos durante la campaña en Liga. En la Copa del Rey lo jugó todo y marcó un gol ante la UD Melilla. En su segunda temporada con los granotas, él era el más utilizado en el lateral izquierdo por el técnico Joaquín Caparrós, superando al veterano Juanfran (también excompañero suyo en AEK), y firmó un nuevo contrato de dos años el 20 de marzo de 2014, hasta 2016.
El 1 de febrero de 2016 se anuncia su fichaje por el Real Valladolid CF por cinco meses, con opción a un año más en caso de ascenso.

## Selección nacional
Ha sido internacional con la Selección sub-21 de Grecia, con la que disputó 3 encuentros de la Calificación para la Eurocopa Sub-21 de 2006. De cara a la Copa Mundial de Fútbol de 2014, disputada en Brasil, el técnico Fernando Santos, incluyó a Nikos en la primera lista de 30 jugadores. Sin embargo, días después fue uno de los hombres descartados por el portugués.
Su debut con la absoluta se produjo el 14 de noviembre de 2014 en una sonrojante derrota en casa por 0-1 ante Islas Feroe en un partido clasificatorio para la Eurocopa de 2016 que produjo la destitución del técnico griego Claudio Ranieri. Karabelas jugó 78 minutos, siendo sustituido por Petros Mantalos.

## Clubes
| Club          | País   | Periodo | Liga PJ (G) | Copa PJ (G) | Eur. PJ (G) |
| ------------- | ------ | ------- | ----------- | ----------- | ----------- |
| Paniliakos FC | Grecia | 2004/05 | 23 (1)      | 0 (0)       | —           |
| Paniliakos FC | Grecia | 2005/06 | 25 (1)      | 0 (0)       | —           |
| Aris Salónica | Grecia | 2006/07 | 1 (0)       | 0 (0)       | —           |
| Aris Salónica | Grecia | 2007/08 | 12 (0)      | 0 (0)       | 2 (0)       |
| Aris Salónica | Grecia | 2008/09 | 19 (0)      | 2 (0)       | 0 (0)       |
| AEK Atenas    | Grecia | 2009/10 | 21 (0)      | 0 (0)       | 4 (0)       |
| AEK Atenas    | Grecia | 2010/11 | 22 (0)      | 7 (1)       | 3 (0)       |
| AEK Atenas    | Grecia | 2011/12 | 27 (0)      | 2 (0)       | 5 (0)       |
| Levante UD    | España | 2012/13 | 9 (0)       | 3 (1)       | 6 (0)       |
| Levante UD    | España | 2013/14 | 16 (0)      | 5 (0)       | —           |
| Levante UD    | España | 2014/15 | 5 (0)       |             | —           |

## Palmarés

### Campeonatos nacionales
| Título         | Club       | País   | Año  |
| -------------- | ---------- | ------ | ---- |
| Copa de Grecia | AEK Atenas | Grecia | 2011 |